# صفقة
صَفْقَة شرائية في الاقتصاد (بالإنجليزية: Purchasing) أو قسم المشتريات في شركة المختص بشراء المواد والآلات والخدمات لتحقيق أهداف الشركة . وقد تتكفل أقسام متعددة بوضع شروط لعملية الشراء في الشركة وإجراء الصفقات الشرائية، لذلك تختلف عملية الشراء من شركة إلى أخرى .
ولا يصح الخلط بين الصفقة الشرائية Purchasing بتدبيرات التوريد procurement حيث إن عملية الشراء جزء من تدبيرات التوريد، لأن تدبيرات التوريد procurement تتضمن سرعة الإنجاز، وتصنيف جودة الموردين، والنقل، والتخزين، بالإضافة إلى عملية الشراء.

## اقرأ أيضاً
- شراء
- حسم
- مركز مربح
- مركز تكلفة
- مركز استثماري
- نظارة الحسابات
- تخصيص الأموال
- حجم الأعمال (اقتصاد)
- قبول